# Frank Mathers Trophy
Frank Mathers Trophy – nagroda przyznawana każdego sezonu w lidze American Hockey League zespołowi, który zdobył najwięcej punktów w dywizji wschodniej w sezonie zasadniczym. 
W przeszłości trofeum przyznawano za inne osiągnięcia, zwycięzcy: dywizji południowej (1996), dywizji środkowo-atlantyckiej (1997–2001), dywizji południowej (2002–2003) oraz konferencji wschodniej (2004–2011).

## Lista zdobywców

### Wschodnia Konferencja
- 2015-2016 - Toronto Marlies

### Wschodnia Dywizja
- 2014-2015 - Hershey Bears
- 2013-2014 - Binghamton Senators
- 2012–2013: Syracuse Crunch
- 2011–2012: Norfolk Admirals

### Wschodnia Konferencja
- 2010–2011 - Wilkes-Barre/Scranton Penguins
- 2009–2010 - Hershey Bears
- 2008–2009 - Hershey Bears
- 2007-2008 - Providence Bruins
- 2006-2007 - Hershey Bears
- 2005–2006 - Portland Pirates
- 2004–2005 - Manchester Monarchs
- 2003–2004 - Hartford Wolf Pack

### Południowa Dywizja
- 2002–2003 - Norfolk Admirals
- 2001–2002 - Norfolk Admirals

### Środkowo-atlantycka Dywizja
- 2000–2001 - Rochester Americans
- 1999–2000 - Kentucky Thoroughblades
- 1998–1999 - Philadelphia Phantoms
- 1997–1998 - Philadelphia Phantoms
- 1996–1997 - Philadelphia Phantoms

### Południowa Dywizja
- 1995–1996 - Binghamton Rangers